# Neoplan
Neoplan est un constructeur allemand d'autobus et d'autocars fondé en 1935 par Gottlob Auwärter à Stuttgart (Bade-Wurtemberg). Le constructeur est associé à MAN Truck & Bus, lui-même filiale de Traton (en), filiale de Volkswagen AG.
Les appellations des véhicules suivent toutes la même logique, avec un suffixe «liner».
De 2008 à 2014, Neoplan n'a fabriqué que des autocars. La fabrication des autobus et trolleybus a été confiée à une nouvelle société du groupe MAN, VISEON Bus GmbH a cessé son activité en juin 2013 après une faillite. La société a été liquidée en mai 2014.

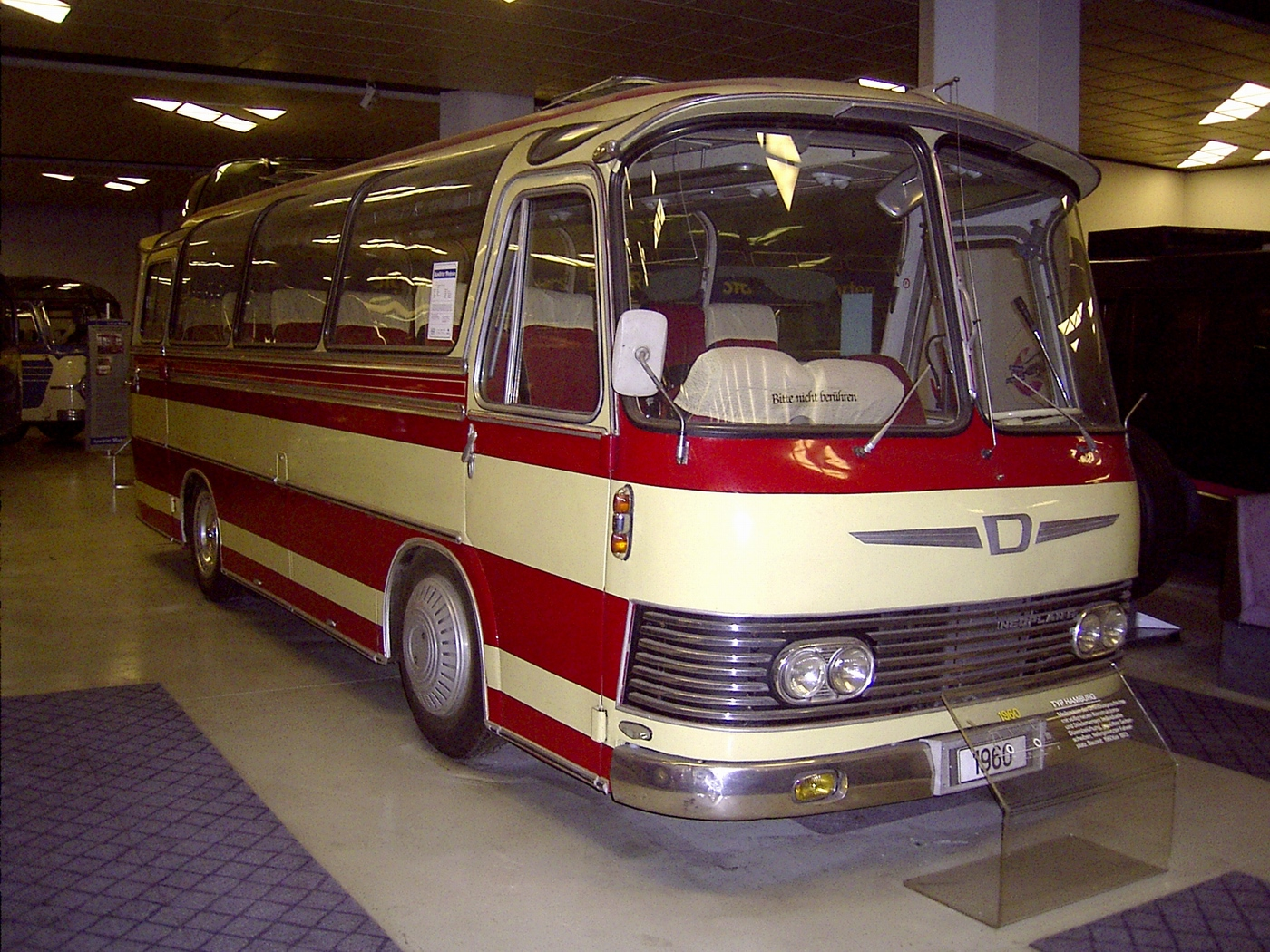
Neoplan Typ Hamburg (années 1960)

## Autobus

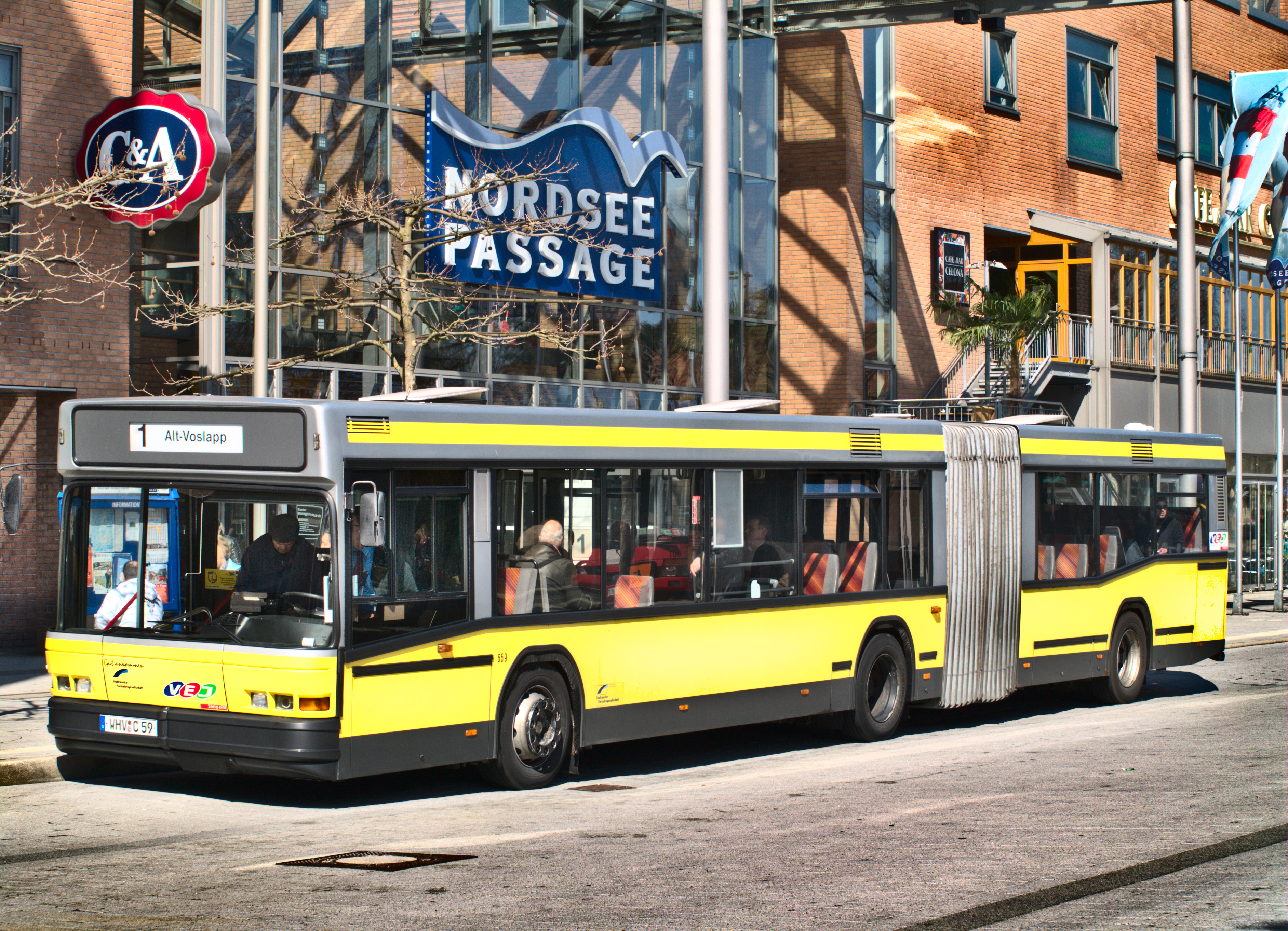
Neoplan N 4018

### Metroliner
Le réseau de Strasbourg a exploité des minibus Metroliner électriques sur une navette.

### Centroliner

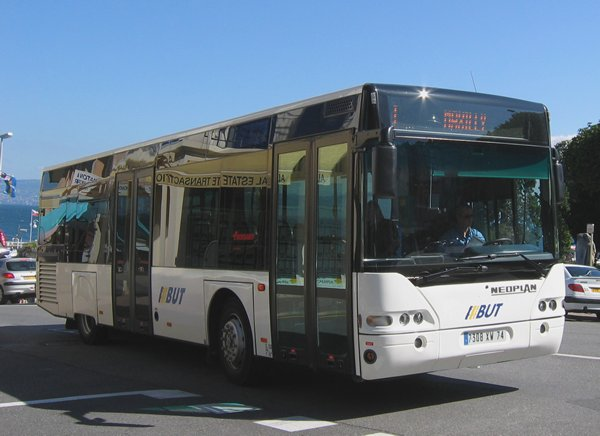
Neoplan Centroliner

La gamme d'autobus Centroliner comprend tous les gabarits : midibus, autobus standard et autobus articulé.

## Trolleybus

### Electroliner
Le Neoplan Electroliner a été présenté en 1999
- N 6216

## Autocars interurbains

### Euroliner

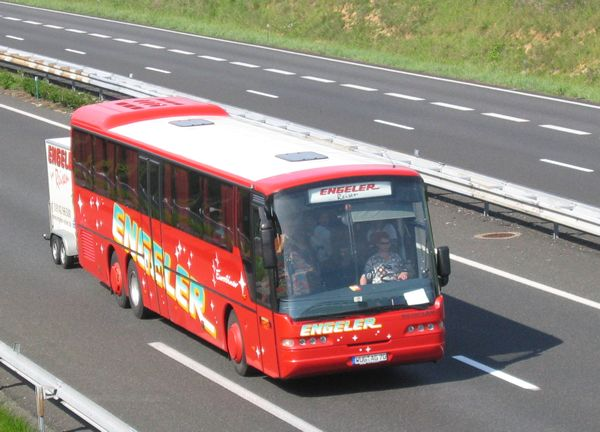
Neoplan Euroliner

L'Euroliner a été présenté en 1998. Il succède au Transliner.
- N 312 Ü
- N 312 K
- N 313 SHD
- N 316 Ü
- N 316 K
- N 316 SHD

### Trendliner
Le Trendliner (homologue du MAN Lion's Regio) a été présenté en 2004.
Modèles :
- Trendliner Ü (12,250 m)
- Trendliner ÜC (13,010 m)
- Trendliner ÜL (13,900 m, trois essieux)

### Jetliner
Le Jetliner a été lancé en 1973. La commercialisation du Jetliner a été arrêtée.
- N 208
- N 212 H
- N 213

## Autocars de tourisme

### Cityliner

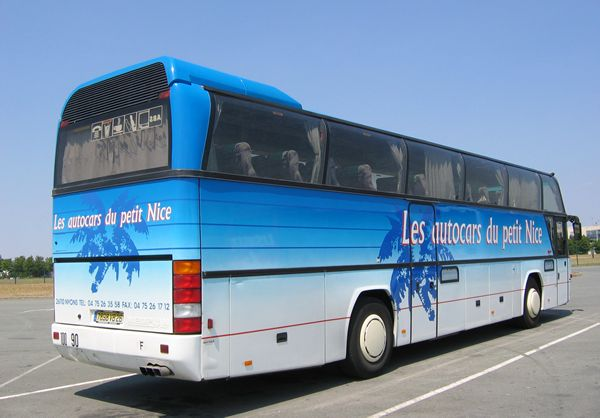
Neoplan Cityliner

Le Cityliner N 116 a été présenté lors de la semaine internationale du bus en 1971 à Monaco. Depuis sa silhouette a bien évolué.

### Spaceliner
Tout comme le Cityliner, le Spaceliner (1979) possède un pare-brise en deux parties. Le Spaceliner possède une porte côté gauche pour le conducteur. La porte avant n'est pas à l'extrémité du porte-à-faux, mais en retrait, au plus près de la roue, laissant la place à une vitre entre la porte et le pare-brise.
La commercialisation du Spaceliner a été arrêtée en 2006.

### Tourliner

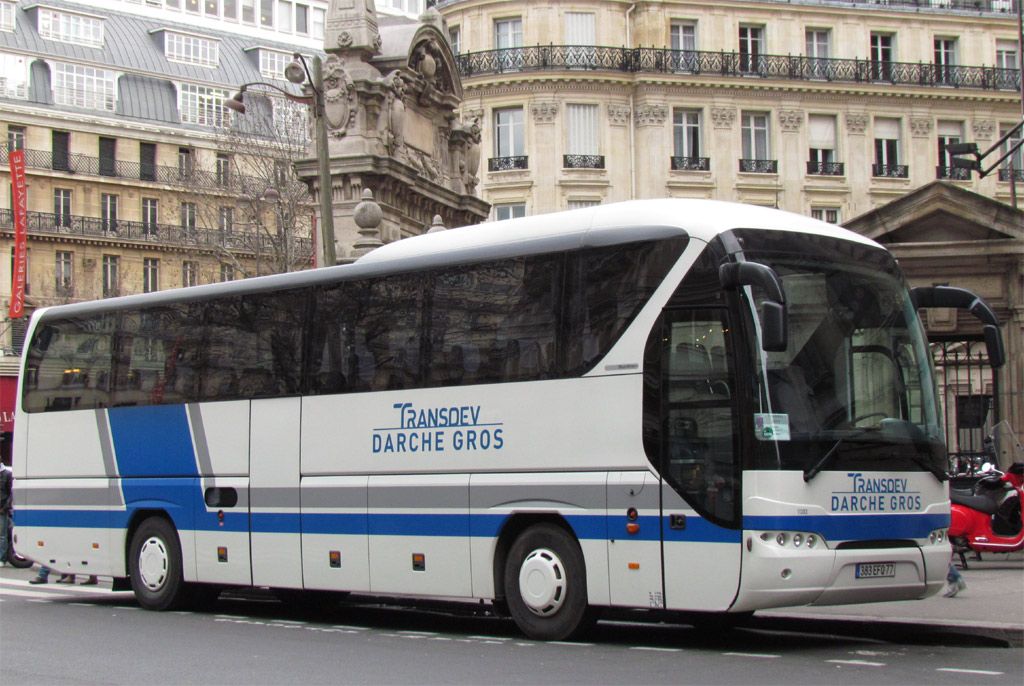
Neoplan Tourliner

Le Tourliner est disponible en deux longueurs :
- 12 mètres (deux essieux)
- 13,80 mètres (trois essieux)

Cet autocar a été développé en collaboration avec MAN.

### Skyliner
Le Skyliner est un autocar à deux niveaux lancé en 1967. Il est encore produit aujourd'hui.

### Jumbocruiser

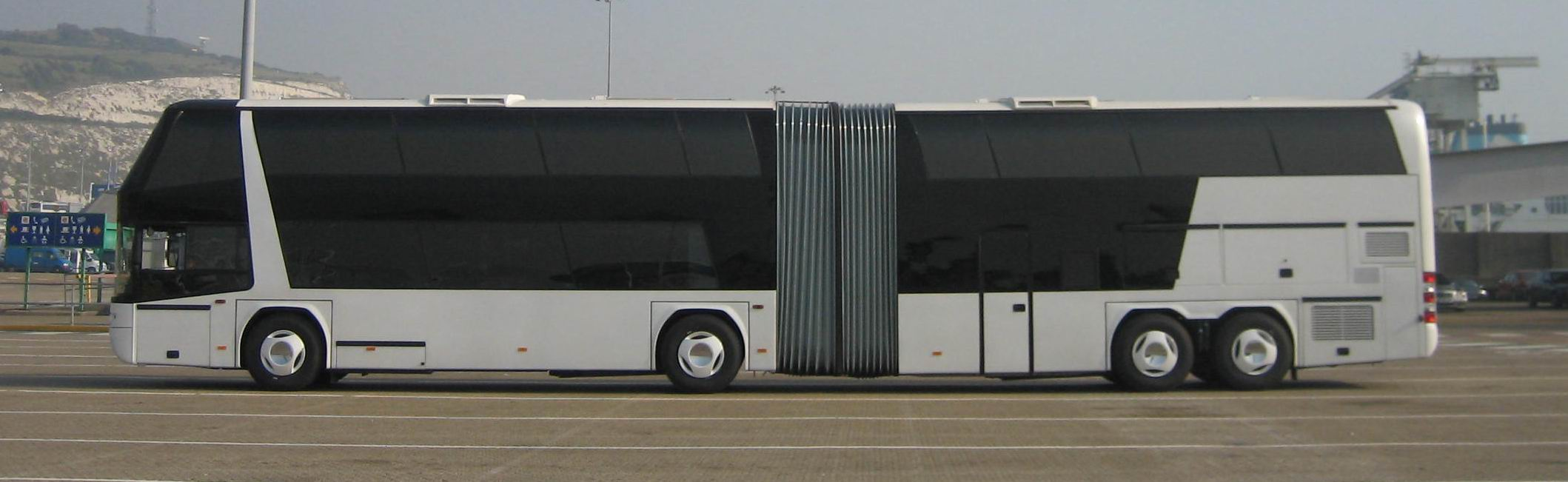
Le dernier Jumboliner produit.

Dévoilé en 1973 et commercialisé en 1975, c'est l'unique autocar à 2 niveaux et à soufflet. Il pouvait accueillir jusqu'à 140 passagers.
Ce modèle n'a pas été un succès et sa construction a cessé en 1992.

### Megaliner

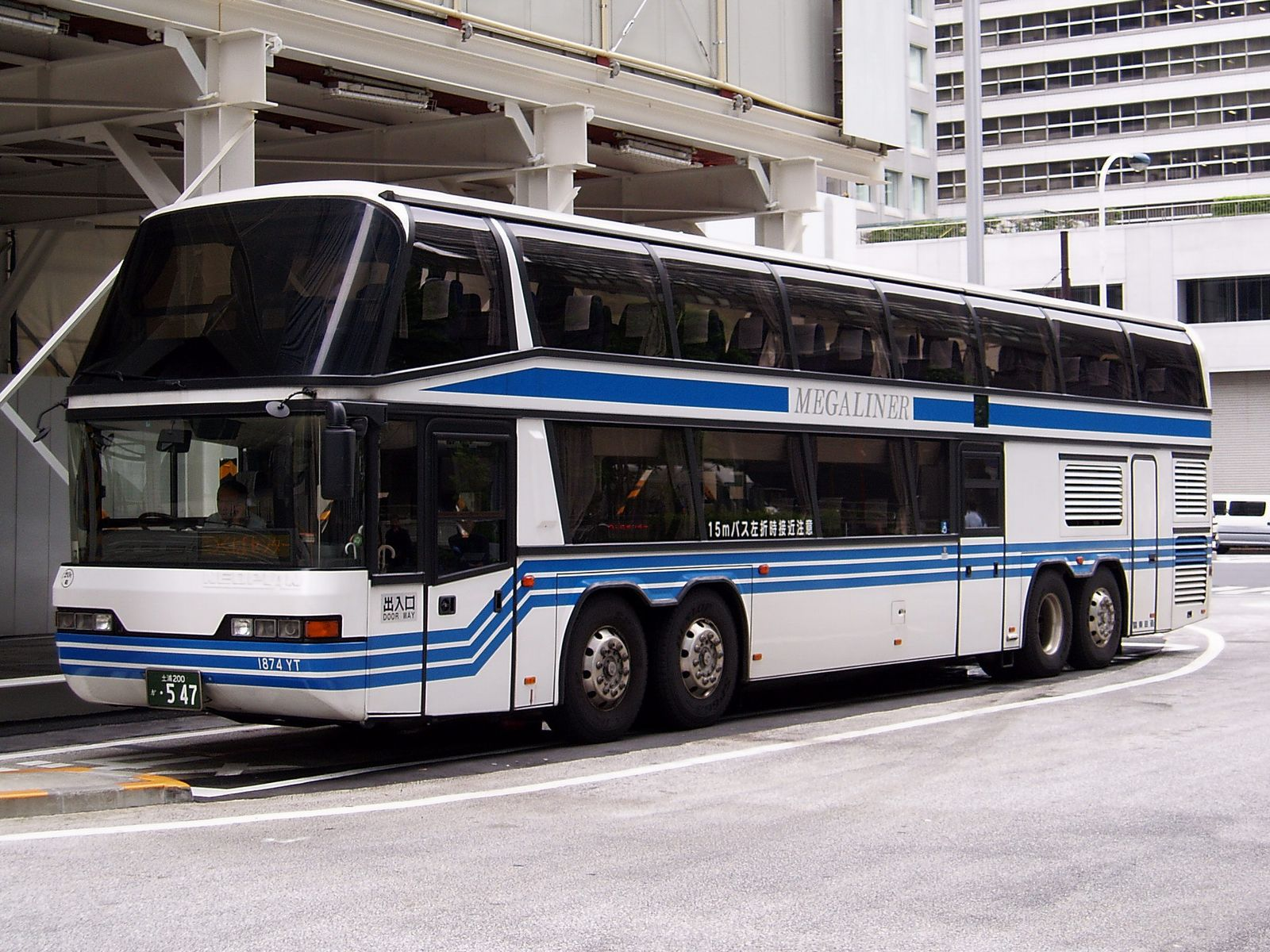
Megaliner japonais

Comme le Skyliner, l'autocar Megaliner (1992) possède deux niveaux. Sa particularité est d'avoir quatre essieux (deux à l'avant et deux à l'arrière), donnant une longueur hors-tout de près de 15 mètres. Les 2 essieux avant et le dernier essieu arrière sont directionnels.
Sa production a cessé en 2000.

### Starliner

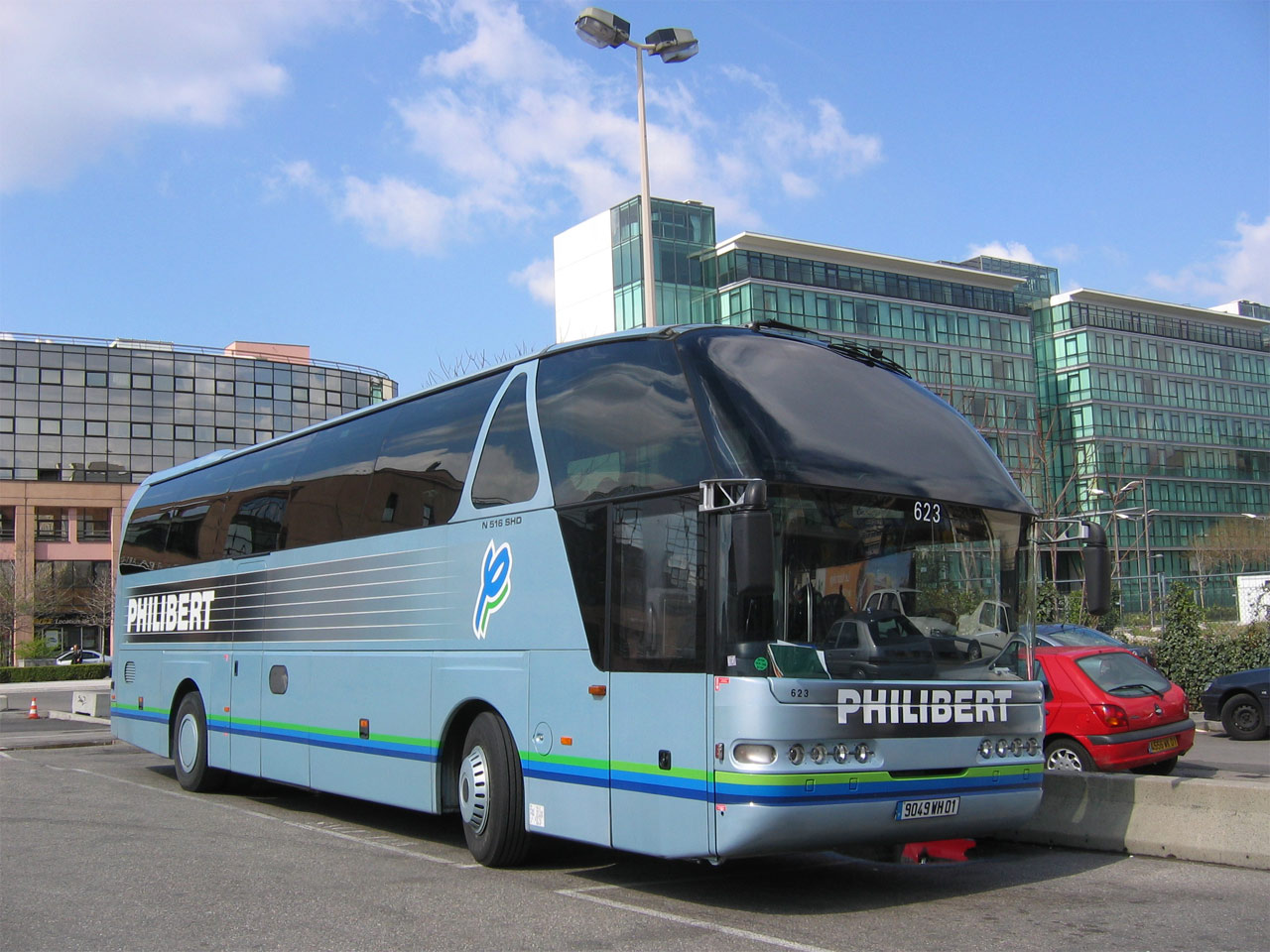
N 516 SHD Starliner

Le N 516 SHD Starliner (1996) est un autocar de grand tourisme. Facilement reconnaissable, il possède un grand pare-brise arrondi et panoramique.